# Église réformée d'Oron-la-Ville
Le temple d'Oron, également appelé église réformée d'Oron-la-Ville, est un temple protestant situé dans le village d'Oron-la-Ville, en Suisse. La paroisse est membre de l'Église évangélique réformée du canton de Vaud.

## Histoire
L'église d'Oron-la-Ville est mentionnée dès 1141 comme siège de la paroisse sous le nom de chapelle Saint-Maurice. L'édifice actuel date du XVIIe siècle.
Après la conquête bernoise de 1536, et l'établissement de la Réforme protestante, l'église devint un temple protestant. Elle a été reconstruite en 1678 par l'architecte bernois Abraham Dünz l'Aîné.
Le temple est inscrit comme bien culturel suisse d'importance nationale. Il se distingue par sa forme en plan ovoïde qui rappelle celle du temple de Chêne-Pâquier, érigé lui aussi par Abraham Dünz en 1667. La chaire sculptée qui est visible à l'intérieur date de 1678.